# Włodzimierz Kodrębski (komandor porucznik)
Włodzimierz Andrzej Kodrębski-Poraj (ur. 10 listopada 1900 w Tarnowie, zm. 23 września 1948 w Wielkiej Brytanii) – polski wojskowy, oficer Marynarki Wojennej, uczestnik wojny polsko-bolszewickiej i II wojny światowej, w okresie międzywojennym dowódca między innymi torpedowców „Ślązak” i „Mazur” oraz niszczycieli „Wicher”, „Burza” i „Błyskawica”, we wrześniu 1939 roku przepłynął na tym ostatnim do Wielkiej Brytanii, pełnił różne funkcje sztabowe, w tym szefa Sztabu Kierownictwa Marynarki Wojennej.

## Życiorys
Urodzony w Tarnowie, wychowywał się w Ciężkowicach, ukończył gimnazjum benedyktynów w Melku. W 1915 roku wstąpił do austriackiej Marine-Akademie w Braunau. Był absolwentem Akademii Marynarki Wojennej w Fiume i jednym z twórców polskiej Marynarki Wojennej po 1918 (jego nazwisko zostało wymienione na tablicy pamiątkowej, ustanowionej w 2010 w siedzibie Dowództwa Marynarki Wojennej RP). W listopadzie 1918 roku powrócił do Polski i zgłosił się ochotniczo do Wojska Polskiego. 
Jako były oficer c. i k. armii został zatwierdzony do stopnia podporucznika. Został przydzielony do Sekcji Morskiej Ministerstwa Spraw Wojskowych, 12 stycznia 1919 roku promowany na stopień podporucznika marynarki. Jako oficer Batalionu Morskiego uczestniczył w zaślubinach z morzem w lutym 1920 roku, a od czerwca brał udział w walkach z bolszewikami nad Wisłą. W listopadzie został oficerem flagowym Dywizjonu Torpedowców, wyjechał do Wielkiej Brytanii z załogami obejmowanych okrętów. Awansowany na stopień porucznika marynarki ze starszeństwem z dniem 1 czerwca 1919. W 1923 był oficerem ORP „Mazur” w składzie Dywizjonu Torpedowców. W latach 1924–1925 dowodził monitorem rzecznym „Toruń” w II grupie monitorów Flotylli Pińskiej. W tym czasie został awansowany na stopień kapitana marynarki ze starszeństwem z 15 sierpnia 1924
W latach 1925–1927 odbył kurs dla oficerów torpedowych i staż okrętowy we Francji. Po powrocie pełnił funkcję szefa służby broni podwodnej portu wojennego w Gdyni, następnie dowódcy torpedowca „Ślązak” i oficera broni podwodnej Dywizjonu Torpedowców. W 1930 roku dowodził torpedowcem „Mazur”, eskortując prezydenta Mościckiego podczas jego wizyty w Tallinnie. Został awansowany na stopień komandora podporucznika ze starszeństwem z dniem 1 stycznia 1932. Był dowódcą Dywizjonu Szkolnego i wykładowcą na kursach oficerskich. Po okresie służby sztabowej, od 1 kwietnia 1933 roku dowodził niszczycielem „Wicher”, następnie był szefem Biura Organizacyjnego i Biura Sygnałowego w Kierownictwie Marynarki Wojennej. W latach 1936–1937 dowodził niszczycielem „Burza”, a od stycznia 1938 roku „Błyskawicą”. 19 marca tegoż roku został awansowany do stopnia komandora porucznika. Był żeglarzem, w 1935 roku na jachcie „Junak” przewodniczył polskiej ekipie żeglarskiej na regatach w Kilonii, opracował nowy słownik żeglarski i współredagował przygotowywany przez Polską Akademię Umiejętności pięciojęzyczny słownik morski.
30 sierpnia 1939 roku, jako dowódca „Błyskawicy”, wykonując plan Peking odpłynął do Wielkiej Brytanii. Po pierwszych patrolach wykonywanych wspólnie z Royal Navy, z powodu kłopotów zdrowotnych, złożył rezygnację ze stanowiska. Tymczasowo dowodził okrętem bazą „Gdynia”, był kierownikiem Biura Historycznego Marynarki Wojennej, następnie został komendantem Szkoły Podchorążych Marynarki Wojennej. W 1942 roku pełnił między innymi obowiązki komendanta Komendy Morskiej „Północ”, a od października był szefem Sztabu Kierownictwa Marynarki Wojennej. W styczniu 1944 roku został szefem Biura Studiów KMW. Zdemobilizowany w 1947 roku, pozostał w Wielkiej Brytanii. Zmarł w roku następnym i został pochowany na cmentarzu w Wrexham.

## Ordery i odznaczenia
- Krzyż Walecznych (przed 1923)
- Srebrny Krzyż Zasługi (10 listopada 1928)[9]
- Order Imperium Brytyjskiego (Wielka Brytania)